# Kreslený vtip

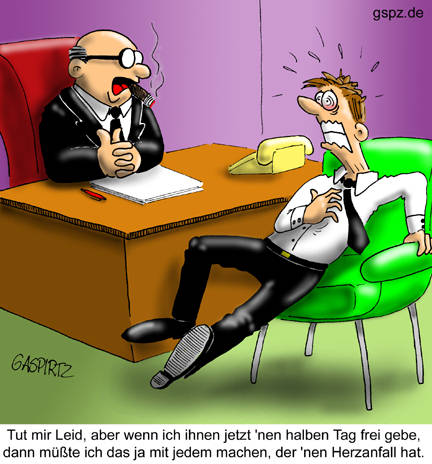
Německý kreslený vtip

Kreslený vtip (též kreslený humor) je humorné výtvarné dílo, které může mít funkci ilustrace textu, nebo existuje samo o sobě. Může obsahovat vlastní textovou složku (ať už v kresbě nebo pod ní) nebo být zcela bez ní. Formou kresleného vtipu je i karikatura. Kreslený vtip byl vymyšlen pro oživení novin, časem se vytvořila i některá specializovaná periodika, jako byl slavný britský časopis Punch, francouzský Charlie Hebdo proslavený teroristickým útokem na svou redakci, v Česku například Dikobraz. Řada těchto časopisů se na trhu neudržela, kreslené vtipy se nicméně udržely v novinách a přesunuly se také na internet, kde zažily novou renesanci (byť převažující formou internetového humoru je fotomontáž). Za prvního tvůrce kreslených vtipů bývá označován Brit John Leech. Synonymem v anglojazyčném prostoru je pojem cartoon, ovšem tento pojem v angličtině zároveň označuje animovaný film či skeč, což v češtině neplatí (v angličtině je nicméně rozlišen tvůrce - kreslíř vtipů je cartoonist, tvůrce filmů animator). Některé formy kreslených vtipů v anglosaském světě spadají rovněž spíše do kategorie komiksu - tzv. strip. Většinou vycházejí v novinách a tvoří seriál (např. Garfield). Za tvůrce prvního stripu je označován Bud Fisher. V některých jazycích se kreslený vtip a komiks označuje stejným termínem - například v korejštině (manhwa). Tvůrce textové složky (nebo námětu) a kreslené složky nemusí být totožný - český kreslíř Jiří Winter Neprakta například léta výtvarně zpracovával náměty humoristy Miroslava Švandrlíka. K dalším slavným českým autorům kreslených vtipů patří Josef Lada, František Gellner, Ondřej Sekora, Vladimír Jiránek, Vladimír Renčín, Jan Vyčítal nebo Petr Urban.

## Galerie kreslených vtipů od českých autorů

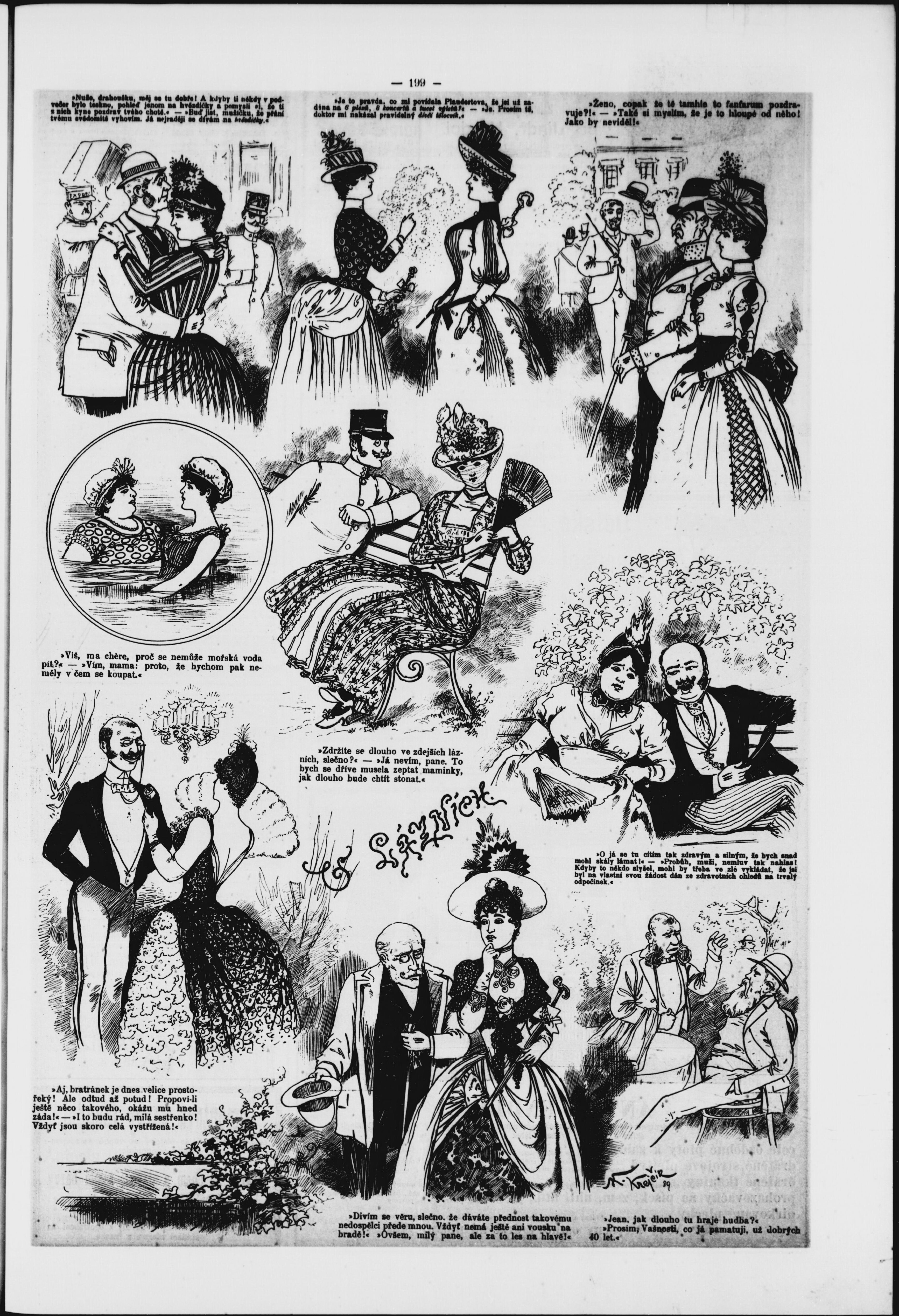
Kreslené vtipy 19. století (Karel Krejčík, Humoristické listy 1889)
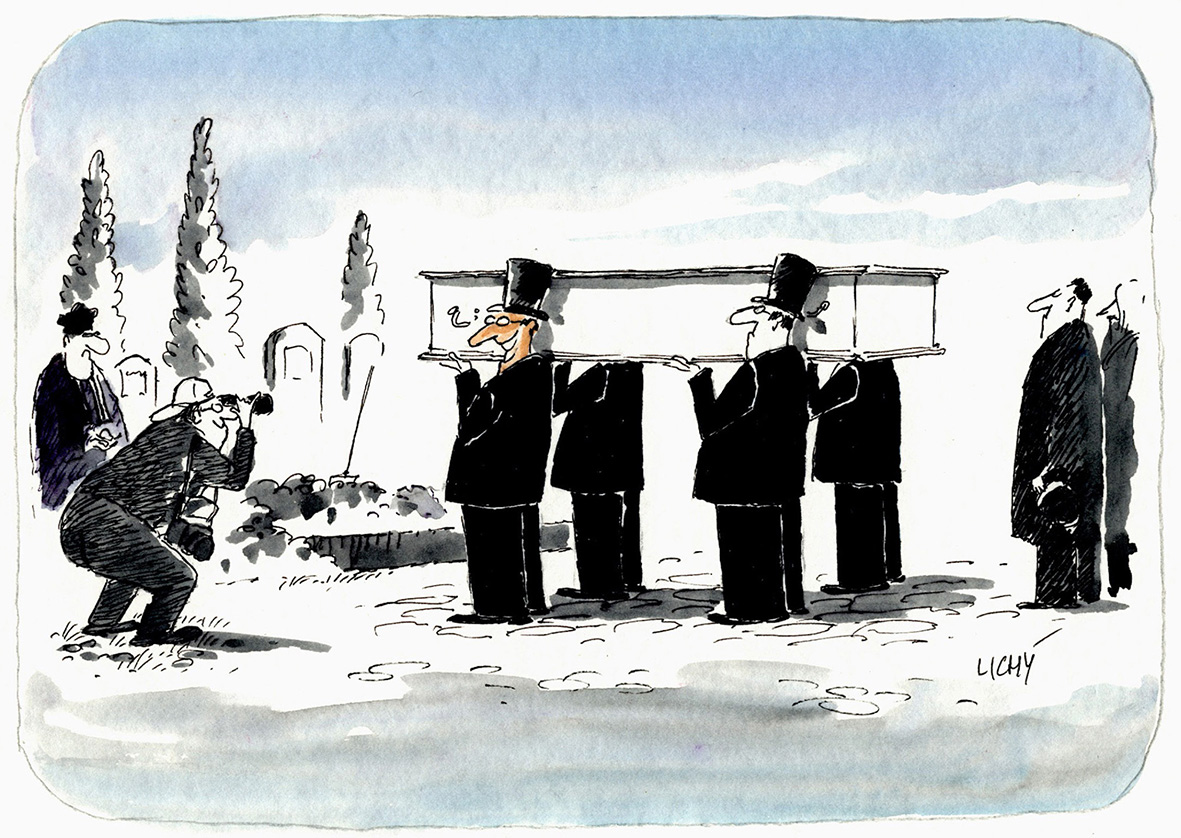
Kreslený vtip Foto
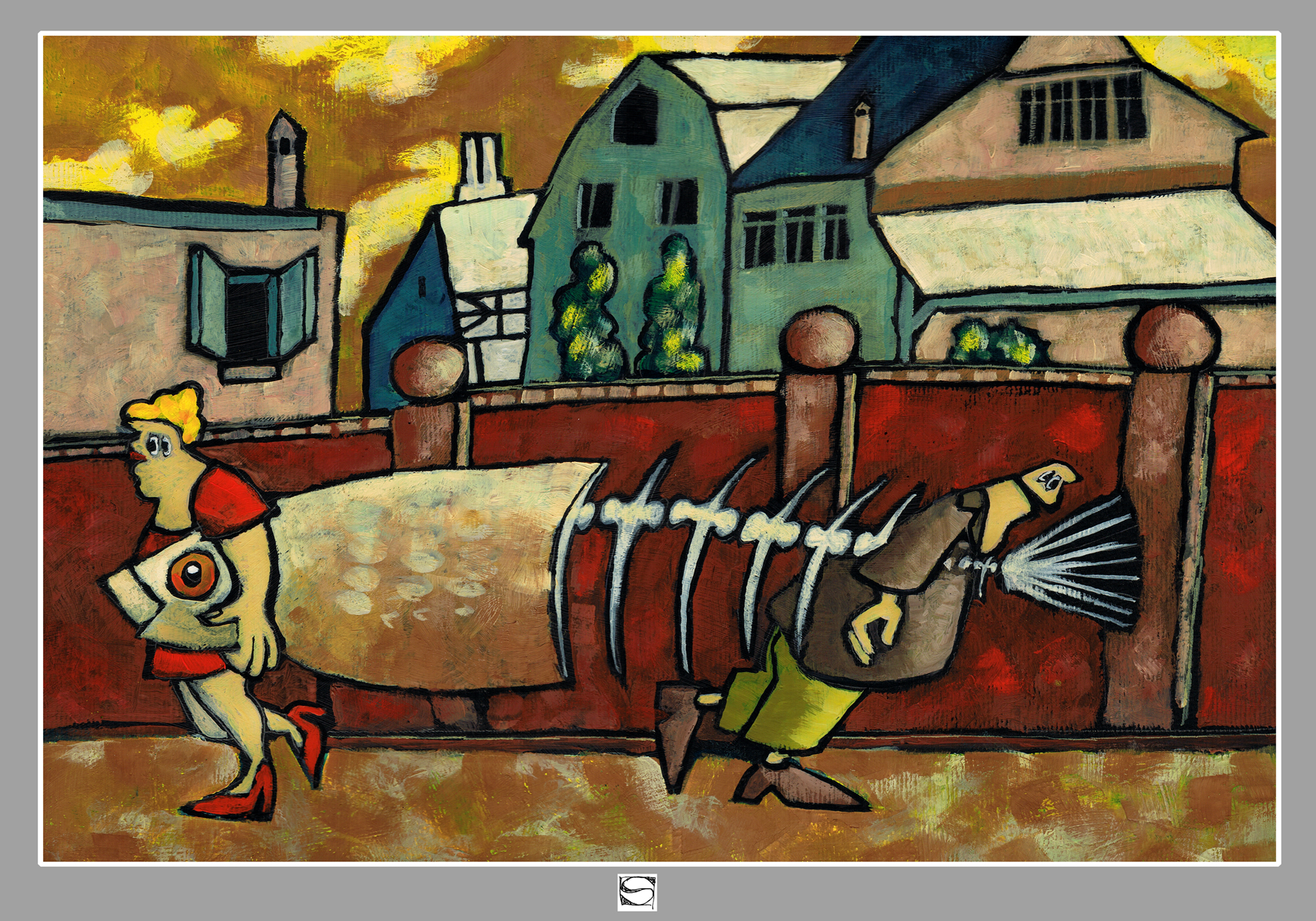
Kreslený vtip Rozvod
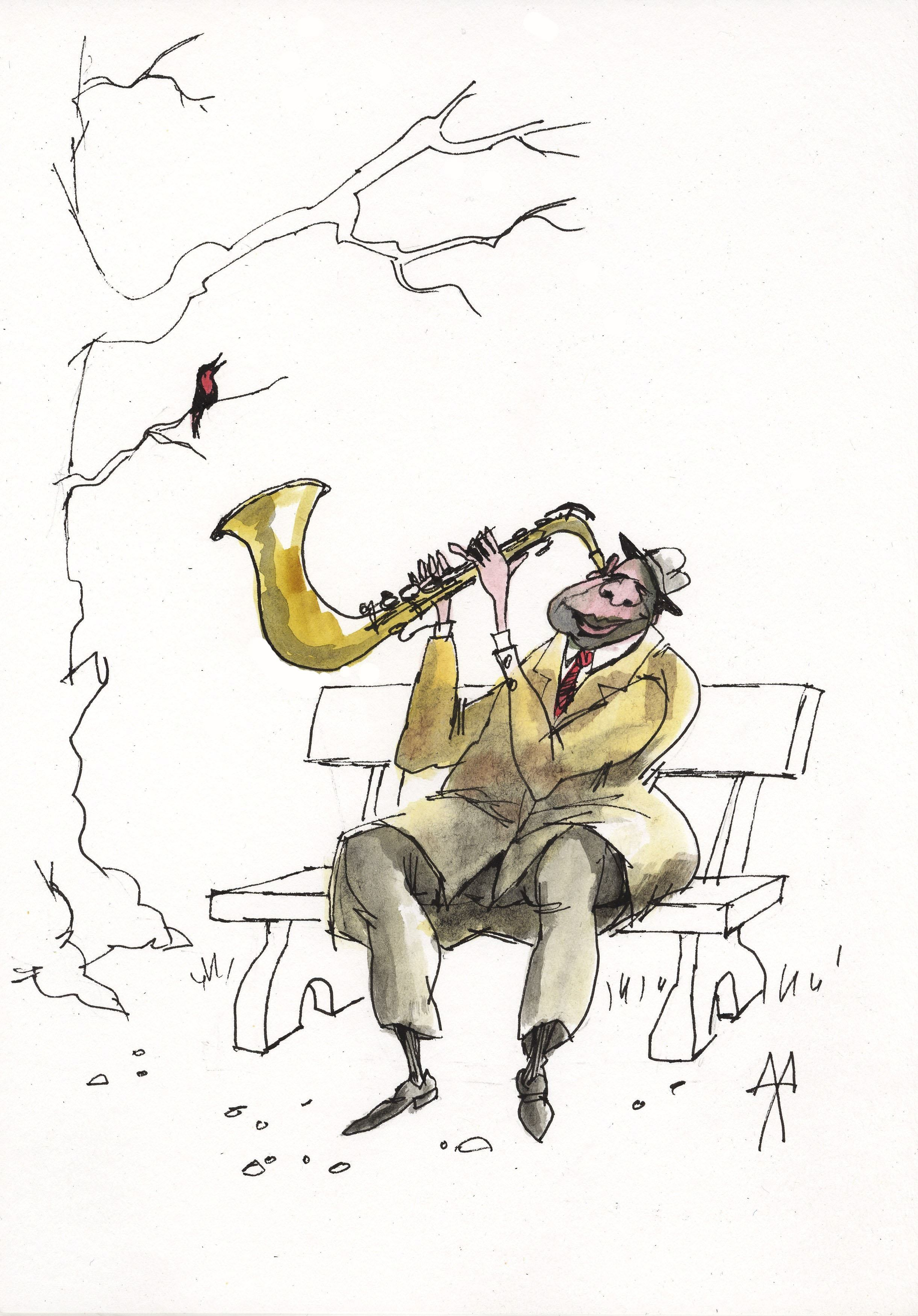
Kreslený vtip Naslouchátko